# Doux (Deux-Sèvres)
Doux és un municipi francès situat al departament de Deux-Sèvres i a la regió de la Nova Aquitània. L'any 2007 tenia 245 habitants.

## Demografia

### Població
El 2007 la població de fet de Doux era de 245 persones. Hi havia 100 famílies de les quals 20 eren unipersonals (16 homes vivint sols i 4 dones vivint soles), 48 parelles sense fills i 32 parelles amb fills.
La població ha evolucionat segons el següent gràfic:
Habitants censats

### Habitatges
El 2007 hi havia 132 habitatges, 101 eren l'habitatge principal de la família, 16 eren segones residències i 15 estaven desocupats. Tots els 132 habitatges eren cases. Dels 101 habitatges principals, 88 estaven ocupats pels seus propietaris, 11 estaven llogats i ocupats pels llogaters i 2 estaven cedits a títol gratuït; 1 tenia una cambra, 5 en tenien dues, 15 en tenien tres, 18 en tenien quatre i 62 en tenien cinc o més. 87 habitatges disposaven pel capbaix d'una plaça de pàrquing. A 45 habitatges hi havia un automòbil i a 50 n'hi havia dos o més.

### Piràmide de població
La piràmide de població per edats i sexe el 2009 era:
| Homes | Edats   | Dones |
| ----- | ------- | ----- |
| 0     | 95 o +  | 0     |
| 0     | 90 a 94 | 0     |
| 8     | 85 a 89 | 8     |
| 0     | 80 a 84 | 4     |
| 4     | 75 a 79 | 8     |
| 12    | 70 a 74 | 12    |
| 12    | 65 a 69 | 4     |
| 20    | 60 a 64 | 4     |
| 12    | 55 a 59 | 16    |
| 4     | 50 a 54 | 20    |
| 4     | 45 a 49 | 0     |
| 4     | 40 a 44 | 4     |
| 12    | 35 a 39 | 8     |
| 4     | 30 a 34 | 0     |
| 4     | 25 a 29 | 8     |
| 4     | 20 a 24 | 0     |
| 4     | 15 a 19 | 0     |
| 4     | 10 a 14 | 4     |
| 4     | 5 a 9   | 4     |
| 0     | 0 a 4   | 0     |

## Economia
El 2007 la població en edat de treballar era de 136 persones, 90 eren actives i 46 eren inactives. De les 90 persones actives 84 estaven ocupades (44 homes i 40 dones) i 6 estaven aturades (2 homes i 4 dones). De les 46 persones inactives 25 estaven jubilades, 14 estaven estudiant i 7 estaven classificades com a «altres inactius».

### Ingressos
El 2009 a Doux hi havia 103 unitats fiscals que integraven 252 persones, la mediana anual d'ingressos fiscals per persona era de 14.811,5 €.

### Activitats econòmiques
Dels 7 establiments que hi havia el 2007, 3 eren d'empreses de comerç i reparació d'automòbils, 1 d'una empresa de transport, 2 d'empreses financeres i 1 d'una entitat de l'administració pública.
L'any 2000 a Doux hi havia 28 explotacions agrícoles que ocupaven un total de 988 hectàrees.

## Poblacions més properes
El següent diagrama mostra les poblacions més properes.